# Abieshu
Abieshu o Abī-Ešuḫ o també Abi'eshukh va ser rei de Babilònia entre el 1711 aC i el 1684 aC, de la Dinastia I amorrita de l'Imperi paleobabilònic.
Probablement va ser fill de Samsuiluna. La lluita amb la dinastia del País del Mar, que el seu pare havia hagut d'abandonar a causa de la dificultat del terreny de maresmes del sud, es va portar als canals del Tigris, però Iluma-ilum, rei d'aquell país, el va poder eludir. Més tard, Iluma-ilum ocuparia Babilònia i seria el primer rei de la dinastia babilònica d'Isin.
Abieshu va regnar més de quaranta anys i en general se'l recorda com un bon governant. Va fundar la ciutat de Lukhaia i va rebutjar els atacs cassites, com havien fet els seus predecessors. Va reconquerir temporalment Ur, però no va aconseguir recuperar altres ciutats que el seu pare posseïa. Les guerres d'Abieshu contra els cassites van obligar a aquesta tribu a situar-se a la província babilònica de Suhum, a la riba de l'Eufrates, a la regió de Khana, formada pels antics territoris de Mari i Terqa.
El va succeir el seu fill Ammiditana.